# Az-buki
Az-buki (bulgarisch Национално издателство за образование и наука Аз-буки Nationaler Verlag für Bildung und Wissenschaft Az Buki) ist ein 1991 gegründeter bulgarischer Wissenschafts- und Lehrmittelverlag sowie für Belletristik für Kinder und Jugendliche mit Sitz in Sofia. Eigentümer ist das bulgarische Bildungsministerium. Die Chefredakteurin ist Nadia Kantareva-Baruh.
Der Verlag gibt Wissenschaftsjournale und die wöchentliche Zeitschrift Az-buki heraus.

## Name
Az und Buki sind die ersten beiden Buchstaben der Glagolitischen Schrift.

## Zeitschrift Az-buki
Die erste Ausgabe der Zeitschrift Az-buki (Аз-буки) kam 1991 heraus. Sie erscheint wöchentlich mit durchlaufender Nummernzählung in einer Auflage von 1500 Exemplaren. Jedes Exemplar wird nach eigenen Angaben von rund 22 Menschen gelesen.
Vorgänger des Bildungsministeriums hatten bereits von 1896 bis 1949 die Zeitschrift „Училищен преглед“ (Uchilishten pregled, Rundschau für Schulwesen) herausgegeben, als deren Fortsetzung Az-buki gilt.

## Schulbücher
Im Verlag werden auch Schulbücher für naturwissenschaftliche Fächer gedruckt. Der Verlag verlegt ebenfalls die einheitlichen Prüfungsunterlagen für die bulgarischen Schulen.

## Wissenschaftsjournale
Die Zeitschriften des Az-buki-Verlages, zum Teil mit langer Publikationsgeschichte vor der Verlagsgründung, beinhalten wissenschaftliche Texte in bulgarischer und englischer Sprache, Forschungsarbeiten und Kritik von Wissenschaftlern und Lehrern. Die Journale haben insgesamt rund 31.000 Abonnenten.
Aktuell werden folgende neun Zeitschriften zweimonatlich herausgegeben:
- Bulgarische Sprache und Literatur,[9]
- Geschichte,[10]
- Mathematik und Informatik,[11]
- Pädagogik,[12]
- Bildung in der Wissenschaft,[13]
- Spracherziehung,[14]
- Philosophie,[15]
- Fremdsprachen,[16]
- Strategien für die Politik in Wissenschaft und Bildung.[17]

Die Zeitschriften sind in Web of Science, Philosopher’s Index, Scopus, ERIH PLUS, CEEOL, Google Scholar, Primo (Ex Libris), Summon (ProQuest), Sociological Abstracts, ИНИОН& – РАН, EBSCOhost und Philosophy Documentation Center indiziert und abstrahiert.

## Projekte
Der Az-buki-Verlag arbeitet mit internationalen und bulgarischen staatlichen Institutionen und Universitäten zusammen, unter anderem mit dem Europäischen Online-Portal für Erwachsenenbildung. Der Verlag ist ein aktiver Teilnehmer an Initiativen, die sich sowohl mit der Entwicklung von Bildungstätigkeit beschäftigen, als auch der Popularisierung der bulgarischen Wissenschaft und Jugendaktivitäten dienen. Der Verlag ist Preisträger des bulgarischen Ministerrates und auch anderer staatlicher und nichtstaatlicher Organisationen.